# Masné krámy
Masné krámy bylo místo, kde řezníci prodávali čerstvé nekonzervované maso. Masné krámy se nacházely po stranách haly, do které ústila zaklenutá okénka s prodejními pulty jednotlivých řezníků. Těch často bylo více než krámů, proto museli čekat, až se některý uvolní. Krámy se mohly pronajímat či je řezníci sami vlastnili. K získání krámu se řezník musel stát mistrem a poté se oženit s nějakou vdovou po řezníkovi, jeho dcerou nebo být synem řezníka a krám zdědit. Původně se dobytek porážel přímo na místě, následně byl rozčtvrcen a maso se pak prodávalo zákazníkům, později se nedaleko masných krámů nacházela jatka, tzv. šlachtát. Kromě řezníků zde pracovali drobníci, kteří prodávali droby a první masné výroby (jitrnice, jelita, klobásy). Solené či uzené maso prodávali tzv. huntíři či huntýři na masných trzích.
V Praze byly první masné krámy založeny v roce 1234 u kostela svatého Václava. Masné krámy se dochovaly například v Českých Budějovicích, v nichž se nachází stejnojmenná restaurace, nebo v Plzni, kde v nich sídlí Západočeská galerie. Původní masné krámy také existují jako pasáž v Olomouci.